# Portinho da Arrábida

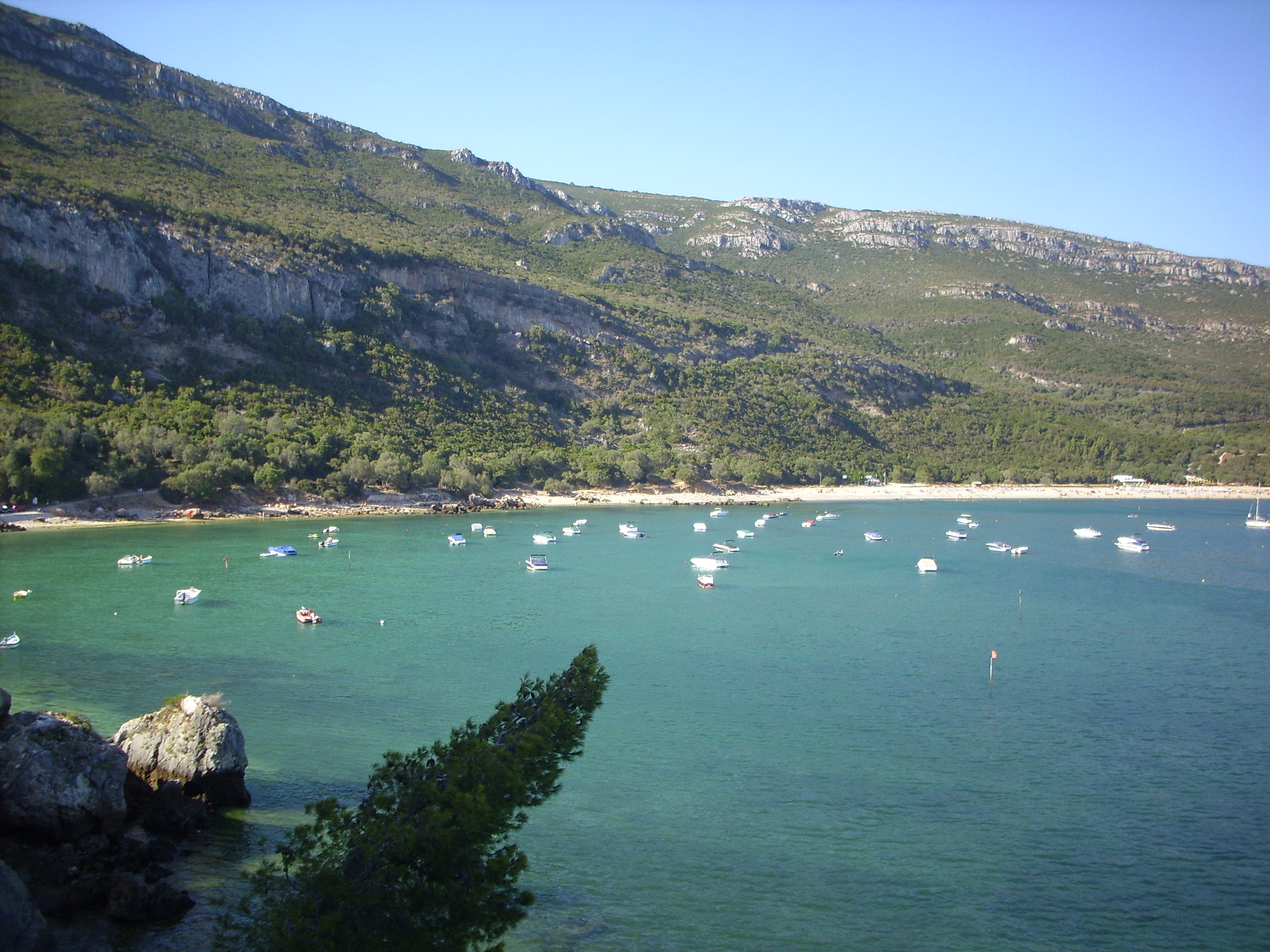
Vista del versante meridionale della baia di Portinho da Arrábida.

Portinho da Arrábida è un piccolo villaggio appartenente alla freguesia di São Lourenço, Setúbal, molto conosciuto per la spiaggia adiacente alla località.
Il paese è situato sull'Oceano Atlantico, alla foce del Rio Sado, ed è circondato a Nord dalla Serra da Arrábida. Le città principali nei dintorni sono Setúbal a Ovest (circa 13 km) e Sesimbra a Est (circa 21 km).

## Accesso
L'accesso, provenendo da Setubal, è difficile e si fa in due modi:
- attraverso il cuore della Serra da Arrábida, per una strada montuosa, stretta e dalla pavimentazione piuttosto irregolare sebbene sia un percorso molto pittoresco e scenografico
- attraverso una strada carrabile ma con problemi di stabilizzazione e dal transito condizionato nei fine settimana e nei mesi estivi: dalle 9 alle 18 si può unicamente percorrere a senso unico (da Setubal verso Portinho da Arrábida/Sesimbra) e soltanto con veicoli leggeri.

Scendendo la deviazione verso Portinho la strada è molto stretta e a traffico condizionato (senso unico alternato dalle 9 alle 18). Molto difficile trovare posteggio nell'unica area di sosta del paese.

## Dove dormire
Esiste una pensione e la possibilità di affittare una delle abitazioni del paese durante la stagione estiva

## Gastronomia
Del tutto identica a Setúbal in particolare nei due ristoranti collocati, parzialmente, sul mare.

## Punti di Interesse
Sebbene sia di piccole dimensioni, Portinho da Arrábida ha tre luoghi di interesse: il Museo Oceanografico, la Pedra da Anicha e la più nota spiaggia di Portinho da Arrábida.

### Spiaggia di Portinho da Arrábida
Situata tra le spiagge di Alpertuche (a occidente) e di Galápos (a oriente) è una spiaggia rocciosa nel tratto vicino al paese, sempre più arenosa nel suo sviluppo verso Est (in direzione di Setubal). La spiaggia è una baia dalle acque calme e trasparenti, ottima per le immersioni. Verso Est l'area si allarga, sempre accompagnata dalle coste verdeggianti della Serra da Arrábida. I due ristoranti sono situati nella zona Ovest.
Durante l'estate la calma del luogo è interrotta da torme di bagnanti e da moto d'acqua. All'estremità della spiaggia è possibile accedere, con la bassa marea o attraverso la falesia alla vicina praia dos Coelhos. I fondali marini sono riserva naturale e la pesca subacquea è vietata.
Recentemente l'accesso alla spiaggia è stato migliorato con un posteggio che rende più semplice per i villeggianti raggiungere la spiaggia e permette il transito attraverso il porticciolo.
Provenendo da Portinho i turisti e i villeggianti passano dalla parte più rocciosa del sentiero, attraverso una strada di terra battuta piuttosto accidentata, fino a raggiungere la parte sabbiosa.

### Museo Oceanografico
Situato nel Forte di Santa Maria da Arrábida, possiede una collezione di flora e fauna della Serra da Arrábida, fondata dal naturalista setubalense Luíz Gonzaga do Nascimento.

### Pedra da Anicha
È un affioramento roccioso appartenente all'antica linea di costa, a 100 metri dalla spiaggia, ed è riserva zoologica del parco naturale di Arrábida per la sua fauna marina e alcune varietà di alghe.
L'area è altresì nota come luogo di pesca subacquea, sebbene la legalità di questa pratica sia oggetto di controversie legali.